# Monomontia atra
Monomontia atra is een hooiwagen uit de familie Triaenonychidae.